# نیکی کراس
نیکی کراس (انگلیسی: Niki Cross؛ زادهٔ ۳۰ مهٔ ۱۹۸۵) بازیکن فوتبال اهل ایالات متحده آمریکا است.
از باشگاه‌هایی که در آن بازی کرده‌است می‌توان به باشگاه فوتبال زنان بایرن مونیخ، گلد پراید، باشگاه فوتبال نیوکاسل یونایتد جتس، هیوستون دش، و واشینگتن اسپیریت اشاره کرد.